# 克林 (莫斯科州)
克林（羅馬化：Klin）是俄羅斯莫斯科州的一個城市，位於莫斯科西北。2002年人口83,178人。
1347年首次被提及。1482年和特維爾大公國其他部份被併入莫斯科大公國。著名作曲家柴可夫斯基在這裡創作了《睡公主》和《胡桃夾子》。